# Ectropis varia
Ectropis varia är en fjärilsart som beskrevs av Edward Alfred Cockayne 1948. Ectropis varia ingår i släktet Ectropis och familjen mätare. Inga underarter finns listade i Catalogue of Life.